# Paru Itagaki
Paru Itagaki (japonès: 板垣巴留)  (Tòquio, 9 de setembre de 1993) és una mangaka japonesa, coneguda sobretot per la sèrie manga Beastars, amb la qual ha guanyat diversos premis l'any 2018 com el Manga Taishō, el Premi Cultural Osamu Tezuka, el Premi Kodansha, i el del Festival d'Arts del Japó.

## Biografia
Itagaki va començar a dibuixar a la llar d'infants i va interessar-se pel manga a segon de primària. Quan era adolescent, va desenvolupar el personatge Legoshi, un llop antropomòrfic que més tard apareixeria a la seva sèrie manga Beastars. Les seves principals influències han estat les pel·lícules de Disney i els artistes Nicolas de Crécy i Egon Schiele.
Posteriorment va estudiar cinema a la Universitat d'Art Musashino. Va continuar dedicant-se al manga com a afició mentre estava a la universitat, creant dōjinshi que vendria a diferents convencions. Després d'haver estat incapaç de trobar feina a la indústria del cinema, Itagaki va presentar el seu dōjinshi als editors de l'editorial Akita Shoten, que va començar a publicar la seva col·lecció de contes Beast Complex al Weekly Shōnen Champion el 2016. Aquell mateix any, Weekly Shōnen Champion va començar a serialitzar la sèrie Beastars, aclamada per la crítica i amb molt d'èxit comercial.
Al setembre de 2019, la sèrie curta autobiogràfica de manga d'Itagaki, Paruno Graffiti (El graffiti de la Paru, i un joc de paraules amb la banda de j-rock Porno Graffiti), va començar a publicar-se a la revista Kiss. Els 28 capítols, d'unes 5 pàgines, van ser recopilats en un únic volum llençat a la venta al 2020.
Finalment a finals de 2020 Itagaki va publicar l'últim capítol de Beastars, posant punt final a 4 anys de serialització. L'últim volum recopilatori, el 23, fou publicat el 8 de gener de 2021.
Al mateix 2020 Itagaki va publicar una historia curta d'un sol volum, el segon després de Paruno Graffiti. L'obra, Bota Bota, es va publicar a la revista Weekly Manga Goraku entre 2020 i 2021.
Itagaki va tornar a publicar a Weekly Shōnen Champion. L'obra actual, Sanda, té diversos elements de Shiro Hige to Boin, un treball d'un sol capítol, publicat el 2018 que Itagaki recupera per una nova serialització que encara continua, havent ja publicat 5 volums.

## Vida personal
Itagaki és molt reservada sobre la seva vida personal i porta una màscara de pollastre per amagar la seva cara en totes les aparicions públiques. Els mitjans japonesos van informar el 2018 que Itagaki és la filla de Keisuke Itagaki, el creador de la sèrie manga Baki the Grappler, cosa que també va afirmar l'abril de 2019 per Le Monde. Itagaki va confirmar aquesta informació en una entrevista conjunta amb el seu pare al número de setembre de 2019 de Weekly Shonen Champion, afirmant que no volia revelar la seva filiació fins que es va establir a la indústria del manga per evitar acusacions de nepotisme.
Itagaki, que va estudiar cinema, prefereix veure pel·lícules dels dels Estats Units i de Corea del Sud al anime. Una de les seves pel·lículas preferides es Jurassic World.

## Obres

### Sèries
- Beast Complex (publicat en Weekly Shōnen Champion, 2016-2019; 2021)[11][12]
- Beastars (serialitzat a Weekly Shōnen Champion, 2016-2020)[13]
- Paruno Graffiti (パルノグラフィティ), publicat a Kiss, 2019-2020)[6]
- Bota Bota (ボタボタ), publicat a Weekly Manga Goraku, 2020–2021)[14]
- Sanda (サンダ), publicat a Weekly Shōnen Champion, 2021–actualitat)

### One-shots
- White Beard and Boyne (publicat a Weekly Manga Goraku, 2018)[15]
- Manga Noodles (publicat a Monthly Comic Zenon, 2019)[16]

## Premis
| Any  | Nominació | Categroria        | Premi                                               | Resultat   | Nota | Ref.   |
| ---- | --------- | ----------------- | --------------------------------------------------- | ---------- | ---- | ------ |
| 2017 | Beastars  | Lectors masculins | Kono manga ga Sugoi!                                | Segon lloc |      | [ 17 ] |
| 2018 | Beastars  | Cara nova         | Premi del Festival d'Arts del Japó, secció de manga | Guanyador  |      | [ 18 ] |
| 2018 | Beastars  | —                 | Manga Taisho                                        | Guanyador  |      | [ 19 ] |
| 2018 | Beastars  | Nou artista       | Premi Cultural Osamu Tezuka                         | Guanyador  |      | [ 20 ] |
| 2018 | Beastars  | Shonen            | Premi de Manga Kodansha                             | Guanyador  |      | [ 21 ] |